# Huading Awards
La remise des Huading Awards est une cérémonie de remise de trophées, en Chine, dans le domaine du divertissement, dont le cinéma, la télévision, l'opéra, la danse et la chanson. S'appuyant à la fois sur un sondage et sur les décisions d'un jury de professionnels, cette cérémonie annuelle permet de mesurer l'impact des personnalités du divertissement au sein de la société chinoise.

## Histoire
Les premiers trophées,  Huading Awards, ont été remis le 17 décembre 2007. Le nom, Huading, est issu du  Classique des Documents, et signifie « Nation Chinoise ». Les sélections se font sur la base de sondages, suivi de débats au sein d'un jury de professionnels. Ces récompenses ont été mises en place par Tianxia Yingcai Cultural Media Co., LTD (en chinois traditionnel : 天下英才文化傳媒有限公司, en chinois simplifié 天下英才文化传媒有限公司.
Le 7 octobre 2013, la 10e cérémonie des Huading Awards s'est tenue à Macao, et a été suivie avec attention par les médias, notamment les médias chinois, et américains,. Une française, Laura Weissbecker y a reçu le Huading Adward de la meilleure nouvelle actrice pour son rôle dans Chinese Zodiac de Jackie Chan.
Le 1er juin 2014, la 11e cérémonie des Huading Awards s'est tenue à Hollywood avec en invité d'honoré français l'acteur Karl E. Landler ,.

## Catégories de récompense
Les Huading Awards ont de nombreuses catégories et récompensent notamment les meilleurs acteurs et actrices, meilleurs seconds rôles, meilleurs nouveaux acteurs et actrices, meilleurs réalisateurs, en cinéma, télévision, théâtre, chinois et étrangers, les meilleurs chanteurs chinois et étrangers, les meilleurs meilleurs interprètes d'opéra chinois, les meilleurs danseurs, etc. Avec des prix plus génériques dont un prix pour l'ensemble de la carrière.

### Cinéma
- Prix Huading (Huading Award)
- Meilleur film (Best Picture)
- Meilleure réalisation pour un long métrage (Best Directing for a Motion Picture)
- Meilleur acteur dans un long métrage (Best Actor in a Motion Picture)
- Meilleure actrice dans un long métrage (Best Actress in a Motion Picture)
- Meilleur second rôle masculin dans un long métrage (Best Supporting Actor in a Motion Picture)
- Meilleur second rôle féminin dans un long métrage (Best Supporting Actress in a Motion Picture)
- Meilleure révélation masculine (Best New Performer)
- Meilleure révélation féminine (Best New Performer)
- Meilleur scénario d'un long métrage (Best Writing for a Motion Picture)

- Meilleur long métrage mondial (Best Global Motion Picture)
- Meilleure chorégraphie mondiale d'un film d’action (Best Global Action Choreography)
- Meilleure réalisation mondiale pour un long métrage (Best Global Director for a Motion Picture)
- Meilleur acteur mondial dans un long métrage (Best Global Actor in a Motion Picture)
- Meilleure actrice mondiale dans un long métrage (Best Global Actress in a Motion Picture)
- Meilleur second rôle masculin mondial dans un long métrage (Best Global Supporting Actor in a Motion Picture)
- Meilleur second rôle féminin mondial dans un long métrage (Best Global Supporting Actress in a Motion Picture)
- Meilleure révélation masculine mondiale dans un long métrage (Best Global New Performer in a Motion Picture)
- Meilleure révélation féminine mondiale un long métrage (Best Global New Performer in a Motion Picture)

## Palmarès

### Cinéma 2011

#### Meilleur film
- The Founding of a Republic (Jiàn Gúo Dà Yè)

#### Meilleure réalisation pour un long métrage
- Feng Xiaogang pour Tremblement de terre à Tangshan (Tang shan da di zhen) / (Aftershock)
  - Teddy Chan pour Bodyguards and Assassins (shi yue wei cheng)
  - Eva Jin pour Sophie's Revenge (Fei chang wan mei)

#### Meilleur acteur dans un long métrage
- Donnie Yen pour le rôle de Ip Man dans Ip Man 2, le retour du grand maître (Yip Man 2)

#### Meilleure actrice dans un long métrage
- Xu Fan pour le rôle de Li Yuanni dans Tremblement de terre à Tangshan (Tang shan da di zhen) / (Aftershock)

#### Meilleur second rôle masculin dans un long métrage
- Nicholas Tse pour le rôle de Deng Sidi dans Bodyguards and Assassins (shi yue wei cheng)

#### Meilleure second rôle féminin dans un long métrage
- Ruby Lin pour le rôle de Lucy dans Sophie's Revenge (Fei chang wan mei)

### Cinéma 2013

#### Meilleur film
- Cold War (Hon zin)
- Chinese Zodiac (Sap ji sang ciu)

#### Meilleure réalisation pour un long métrage
- Chi-Leung Law pour Le Mystère des balles fantômes (Xiao shi de zi dan) / (The Bullet Vanishes)

#### Meilleur acteur dans un long métrage
- Nicholas Tse pour le rôle du capitaine Guo Zhui dans Le Mystère des balles fantômes (Xiao shi de zi dan) / (The Bullet Vanishes)
  - Jackie Chan pour le rôle de J.C. « Le Faucon » dans Chinese Zodiac (Sap ji sang ciu)
  - Tony Leung Chiu-wai pour le rôle de He Bing dans Ting feng zhe (The Silent War)

#### Meilleure actrice dans un long métrage
- Fan Bingbing pour le rôle de Song Qi dans Er ci pu guang (Double Xposure)

#### Meilleur second rôle masculin dans un long métrage
- Chapman To pour le rôle de Man Kin-sun dans DIVA hua li zi jun (Diva)

#### Meilleure second rôle féminin dans un long métrage
- Mavis Fan pour le rôle de Shen Jing dans Ting feng zhe (The Silent War)

#### Meilleure révélation féminine
- Zoe Zhang pour le rôle de Bonnie dans Chinese Zodiac (Sap ji sang ciu)

#### Meilleur scénario d'un long métrage
- Le Mystère des balles fantômes (Xiao shi de zi dan) / (The Bullet Vanishes) – Chi-Leung Law et Sin Ling Yeung

### Cinéma 2015

#### Meilleure réalisation mondiale pour un long métrage
- Luc Besson pour Lucy

#### Meilleur acteur mondial dans un long métrage
- Chris Hemsworth pour le rôle de Thor dans Thor : Le Monde des ténèbres (Thor: The Dark World)

### Cinéma 2016

#### Meilleur long métrage mondial
- Mission impossible : Rogue Nation (Mission: Impossible – Rogue Nation)

#### Meilleur acteur mondial dans un long métrage
- Colin Firth pour le rôle de Harry Hart / Galahad dans Kingsman : Services secrets (Kingsman: The Secret Service)

#### Meilleure actrice mondiale dans un long métrage
- Bryce Dallas Howard pour le rôle de Claire Dearing dans Jurassic World

### Cinéma 2021

#### Meilleur second rôle masculin mondiale dans un long métrage
- Jim Carrey pour le rôle du Dr Ivo « Eggman » Robotnik dans Sonic, le film (Sonic the Hedgehog)

### Television
| Année | Meilleure série télévisée | Meilleur réalisateur                 | Meilleur acteur                       | Meilleure actrice                           | Meilleur second rôle               | Meilleure second rôle                 |
| 2010  | Out of the West Pass      | Zhang Li pour The Road We Have Taken | Sun Honglei pour Lurk                 | Yao Chen pour Lurk                          | Zu Feng pour Lurk                  | Wang Jing pour Out of the West Pass   |
| 2011  | Before Dawn               | Yan Jiangang pour China Land         | Wu Xiubo pour Before Dawn             | Chen Shu pour Iron Pear                     | Zu Feng pour Cheongsam             | Sheren Tang pour New My Fair Princess |
| 2012  | The Brink                 | Zhao Baogang pour Beijing Youth      | Zhang Jiayi pour The Brink            | Li Xiaolu pour When Mother-in-Law Meets Mom | Cheng Yu pour The Brink            | Fu Yiwei pour The Magic Blade         |
| 2014  | Dog Stick                 | Liu Jiang pour We Get Married        | Chen Baoguo pour The Big Mansion 1912 | Tong Liya pour Weaning!                     | Gallen Lo pour The Patriot Yue Fei | Zhang Kaili pour Wet Get Married      |